# A. Lawrence Foster
Abel Lawrence Foster (* 17. September 1802 in Littleton, Massachusetts; † 21. Mai 1877 in Washington, D.C.) war ein US-amerikanischer Jurist und Politiker. Zwischen 1841 und 1843 vertrat er den Bundesstaat New York im US-Repräsentantenhaus.

## Werdegang
Abel Lawrence Foster besuchte öffentliche Schulen. Er studierte Jura in Vernon. Nach dem Erhalt seiner Zulassung als Anwalt begann er, um 1827 in Morrisville zu praktizieren.
Politisch gehörte er der Whig Party an. Bei den Kongresswahlen des Jahres 1840 für den 27. Kongress wurde er im 23. Wahlbezirk von New York in das US-Repräsentantenhaus in Washington D.C. gewählt, wo er am 4. März 1841 die Nachfolge von Nehemiah H. Earll und Edward Rogers antrat, welche zuvor zusammen den 23. Distrikt im US-Repräsentantenhaus vertraten. Er schied nach dem 3. März 1843 aus dem Kongress aus. Während seiner Kongresszeit hatte er den Vorsitz über das Committee on Expenditures im US-Finanzministerium.
Er zog 1844 nach Virginia und ließ sich auf einer Farm in Fairfax nieder. Ein Teil dieses Landes gehört heute zu Tysons Corner. In den 1850er Jahren diente er als Fairfax County Commissioner. Während des Bürgerkrieges war seine Gesinnung für die Union ein Grund dafür, zeitweise nach Washington D.C. umzuziehen. 1862 ernannte man ihn zum US-Indianeragenten für die Chippewa-Stämme in Mississippi. Nach dem Ende des Krieges kehrte er nach Fairfax zurück. Er wurde zu einem der drei US-Steuerkommissare für den nördlichen Teil von Virginia ernannt, nach dem Virginia wieder in die Union aufgenommen wurde. Ferner war er für die Tax Sale des Anwesens (Custis-Lee Mansion) von Robert Edward Lee an die Bundesregierung verantwortlich, welches heute Teil vom Nationalfriedhof Arlington ist. In den 1870er Jahren verschlechterte sich sein Gesundheitszustand. Er verlegte daraufhin seinen Wohnsitz nach Washington D.C., wo er am 21. Mai 1877 verstarb.
Seine Erben stellten in den 1890er Jahren eine Petition an den US-Kongress, ihnen beinah 29.000 $ (über 712.000 $ im Jahr 2009) als Entschädigung für sein Eigentum und Versorgungsgüter zu erstatten, welche durch die US-Army verwendet oder durch die Konföderierten zerstört wurden. In den frühen 1900er Jahren bewilligte das United States Court of Claims eine Teilzahlung, um den Fall beizulegen.